# Acalypha striolata
Acalypha striolata é uma espécie de flor do gênero Acalypha, pertencente à família Euphorbiaceae.